# Edward Fender
Edward Fender (Bielsko-Biała, 8 agosto 1942 – 6 novembre 2021) è stato uno slittinista polacco.

## Palmarès

### Mondiali
- 1 medaglia:
  - 1 argento (doppio a Imst 1963).

## Partecipazioni olimpiche
| Competizione | Pos. | Data            | Città     |
| ------------ | ---- | --------------- | --------- |
| Singolo      | DNF  | 4 febbraio 1964 | Innsbruck |
| Doppio       | 7ª   | 5 febbraio 1964 | Innsbruck |